# Les Jeunes Terreurs
Pour plus de détails, voir Fiche technique et Distribution.
Les Jeunes Terreurs (Platinum High School) est un film américain noir et blanc réalisé par Charles F. Haas, sorti en 1960.

## Synopsis
Alors qu'il navigue le long des côtes californiennes, Steven Conway cherche des réponses à la mort mystérieuse de son fils. Il amarre à proximité d'une école militaire d'élite où son défunt fils fut élève. Elle est administrée et dirigée par le major Redfern Kelly. La secrétaire et amante de ce dernier, Jennifer Evans, tente d'entraver l'enquête du père.

## Fiche technique
- Titre français : Les Jeunes Terreurs
- Titre original : Platinum High School
- Réalisation : Charles F. Haas
- Scénario : Robert Smith d'après une nouvelle de Howard Breslin (1960)
- Montage : Gene Ruggiero
- Musique : Van Alexander
- Production : Red Doff, Albert Zugsmith
- Société de production : Zugsmith-Fryman
- Société de distribution : Metro-Goldwyn-Mayer
- Pays de production :  États-Unis
- Langue : anglais américain
- Format : noir et blanc — 35 mm — 1,85:1
- Genre : drame policier
- Durée du film : 95 min
- Date de sortie 
  -  États-Unis : 13 mai 1960

## Distribution
- Mickey Rooney : Steven Conway
- Terry Moore : Jennifer Evans
- Dan Duryea : Major Redfern Kelly
- Conway Twitty : Billy Jack Barnes
- Warren Berlinger : 'Crip' Hastings
- Yvette Mimieux : Lorinda Nibley
- Jimmy Boyd : Bud Starkweather
- Richard Jaeckel : Hack Marlow
- Jack Carr : Joe Nibley
- Harold Lloyd Jr. : Charlie-Boy Cable
- Christopher Dark : Vince Perley
- Elisha Cook Jr. : Harry Nesbit
- Mason Alan Dinehart : Bob Treadwell